# 创先争优活动
创先争优活动（2010-2012），全称为创建先进基层党组织、争当优秀共产党员活动，是中国共产党在2010年发起的政治运动。

## 源起
2010年5月13日，中共中央办公厅转发了《中央组织部、中央宣传部关于在党的基层组织和党员中深入开展创先争优活动的意见》，并发出通知要求各级党组织贯彻执行。
在《意见》中，创先争优活动被视为“巩固和拓展全党深入学习实践科学发展观活动成果的重要举措”

## 主要内容
《意见》指出：
|  | 深入开展创先争优活动，要认真贯彻落实党的十七大和十七届三中、四中全会精神，以邓小平理论和“三个代表”重要思想为指导，以深入学习实践科学发展观为主题，坚持从本地区本部门本单位实际出发，改革创新，务求实效，统筹推进党的建设其他经常性工作，充分发挥基层党组织的战斗堡垒作用和共产党员的先锋模范作用，在推动科学发展、促进社会和谐、服务人民群众、加强基层组织的实践中建功立业。 |

## 活动结束
虽然没有任何官方文件宣布该政治运动已经结束，但中央创先办领导2012年11月9日到人民网总结创先争优网工作活动时，其官网创先争优网宣布从11月14日24时停止更新。这可以被视为创先争优活动的结束标志。